# Новогригорівка (Кам'янський район)
Новогриго́рівка (в минулому — Солдатські Хутори) — село в Україні, у Кам'янському районі Дніпропетровської області. Населення за переписом 2001 року складало 177 осіб. Входить до складу Верхньодніпровської міської громади.

## Географія
Село Новогригорівка знаходиться на правому березі річки Самоткань, вище за течією на відстані 1 км розташоване село Матюченкове, нижче за течією на відстані 0,5 км розташоване село Богодарівка, на протилежному березі — село Авксенівка.

## Історія
В першій половині 19 століття в селі селилися звільнені солдати російської армії, звідси походить первинна назва села — Солдатські Хутори.
За даними на 1859 рік в казенному селі Верхньодніпровського повіту Катеринославської губернії налічувалось 464 дворових господарства, у яких мешкала 991 особа (495 чоловічої статі та 496 — жіночої), існувала православна церква.
Станом на 1886 рік село відносилось до Пушкарівської волості, у ньому мешкало 1373 особи, налічувалось 229 дворів, православна церква.
За переписом 1897 року кількість мешканців зросла до 2284 осіб (1142 чоловічої статі та 1142 — жіночої), з яких всі — православної віри.
У 1908 році село було Ново-Григорівської волості, кількість мешканців (разом з селищем Козинка — нині частина міста Верхівцеве) зросла до 4228 осіб (410 чоловіків та 390 — жінок), налічувалось 523 дворових господарства.
Під час організованого радянською владою Голодомору 1932—1933 років померло щонайменше 88 жителів села.

## Населення

### Мова
Розподіл населення за рідною мовою за даними перепису 2001 року:
| Мова            | Відсоток |
| --------------- | -------- |
| українська      | 94,9 %   |
| російська       | 4 %      |
| інші/не вказали | 1,1 %    |